# オーサカ=モノレール
オーサカ=モノレールは、日本の8人編成のファンクバンドである。1992年、大学のジャズサークルの仲間で結成された。「1968〜72年のFUNKサウンド」を結成以来のバンドコンセプトに掲げている。
バンド名は、結成当時のリハーサル場所だった大学の近くに大阪モノレール線があったことなどから。また、正式英語表記としてOsaka Monaurailというのを採用しているが、これはスペルミスで、The J.B.'sによる1975年のファンクナンバー"It's the JB's Monaurail"から採った、ということである。

## メンバー
- 中田 亮（なかた りょう、1972年10月7日生、大阪府枚方市出身）ボーカル・キーボード
- 淡路 泰平（あわじ たいへい、1987年1月27日生、北海道札幌市出身）トランペット
- 向井 志門（むかい しもん、1976年6月9日生、東京都国立市出身）テナーサックス
- 速水 暖（はやみ だん、1976年12月1日生、奈良県奈良市出身）ギター
- 池田 雄一（いけだ ゆういち、1981年3月7日生、神奈川県三浦郡出身）ギター
- 大内 毅（おおうち つよし、1974年7月26日生、京都府京都市出身）ベース
- 木村 創生（きむら そうき、1984年1月30日生、栃木県栃木市出身）ドラムス
- 清水 かずあき（しみず かずあき、宮城県仙台市出身）トロンボーン

### 過去に在籍したメンバー
- 中村 大（なかむら だい、京都府京都市出身）ベース
- 真砂 陽地（まさご ようち、奈良県斑鳩町出身）トランペット
- 平石 勝俊（ひらいし かつとし、奈良県生駒郡出身）トロンボーン
- 榊原 聖人（さかきばら せいじ、静岡県静岡市出身）トランペット
- 奥瀬 健介（おくせ けんすけ、岩手県久慈市出身）ドラムス
- 武嶋 聡（たけしま さとる、岐阜県出身）テナーサックス
- 福谷 誉樹（ふくたに しげき、滋賀県出身）トランペット
- 黒石田 圭史（くろいしだ けいし、兵庫県尼崎市出身）ギター
- 山縣 賢太郎（やまがた けんたろう、1979年9月29日生、東京都杉並区出身）トランペット

## 来歴
- 1992年、大阪大学のジャズサークル内で結成された。
- 1998年、クラブイベント「SHOUT!」をスタートさせる。
- 2000年3月、12inch EP『What It Is...What It Was』発売。
- 2000年4月、ブッダブランド『病める無限のブッダの世界』発売。
- 2000年4月、CDアルバム『What It Is...What It Was』発売。
- 2001年12月、CDアルバム『Rumble'n Struggle』発売。
- 2002年、拠点を大阪から東京に移す。ほぼ同時にメンバーの約半数が入れ替えとなる。
- 2004年9月、CDアルバム『THANKFUL』発売。
- 2005年10月、ライブアルバム『EYEWITNESS TO THE...』発売。
- 2006年、FUNKシンガーマーヴァ・ホイットニー（英語版）の来日ツアーを実現。
- 2006年11月、初のヨーロッパツアーを行い、計6公演を行う。
- 2006年12月、CDアルバム『Reality For The People』発売。同日、マーヴァ・ホイットニーを全面プロデュースしバックバンドも務めたCDアルバム『I Am What I Am』発表。
- 2007年、第二回目となるヨーロッパ遠征。計15公演を行う。CD『Reality For The People』のヨーロッパ盤をUNIQUE RECORDS（ドイツ）より発売。
- 2008年7月、別名儀「UNDERCOVER EXPRESS」として、インストカヴァーアルバム『Introducing Undercover Express』発売。ヨーロッパ盤(UNIQUE RECORDS)は、内容は同じだがジャケットも異なり、名義はOSAKA MONAURAIL、タイトルは『AMEN, BROTHER』として発表。
- 2008年、8月セルビア遠征、9月バンコク遠征、10〜11月ヨーロッパ遠征（17公演）。
- 2009年11〜12月、ヨーロッパ遠征（14公演）。
- 2009年、スペイン・バルセロナでの公演を収録した『LIVE IN SPAIN』を発表。初のドキュメンタリーDVD+CD2枚組。
- 2010年11〜12月、ヨーロッパ遠征（14公演）。
- 2011年8月、CDアルバム『State Of The World』発表。「オーセンティックFUNKの発展」というテーマに取り組んだアルバム。ヨーロッパ盤はUNIQUE RECORDS（ドイツ）より2012年3月発売。
- 2012年、結成20周年を記念して、ヨーロッパおよび北米を巡るワールドツアーを行う。3～4月および6～7月で計38公演。モントリオール国際ジャズフェスティバル（カナダ）への出演も果たした。
- 2012年12月、ジェイムズ・ブラウンの音楽監督として知られるトロンボーン奏者、フレッド・ウェスリー（英語版）とイベント「Hennessy artistry」にて共演。
- 2013年1月、初のオーストラリア・ツアー。シドニー、メルボルンなど6公演を行う。
- 2013年7月、ヨーロッパ遠征にて5カ国13都市15公演を行う。
- 2014年1月、オーストラリア・ニュージーランドおよび中国遠征（計7公演）
- 2014年8月、CDアルバム『RIPTIDE』発表。
- 2014年10〜11月、初のアメリカ・ツアーを含むワールドツアーを行う。アメリカ・メキシコおよびヨーロッパ各国に遠征。
- 2014年12月、FUNKミュージックの伝説的歌手・トランペット奏者であるサー・ジョー・クオーターマン（英語版）と共演。
- 2015年にTV放映されたアニメ番組『ルパン三世』の海外版オープニングテーマ「U belong to me feat.オーサカ=モノレール」、エンディングテーマ「Don't leave me feat.オーサカ=モノレール」に携わる。
- 2020年1月11日-2月2日、草彅剛主演舞台『音楽劇 アルトゥロ・ウイの興隆』に音楽・演奏として出演。MC(グリーンウール)役：中田亮

## ディスコグラフィー

### 7インチシングル
- NEW NEW TYPE THING (pts.1&2)（2001年1月20日）
- (SHE LIGHTS MY FIRE, THE BABY SURE IS) DOWN AND OUT (pts.1&2)（2001年1月20日）
- JUST BEIN' FREE (pts.1&2)（2001年6月16日）
- MIND POWER (pts.1&2)（2004年11月12日）
- DOUBLE-UP, NOW b/w GROOVY,GROOVY,GROOVY(Pt.2)（2004年11月12日）
- HOT PANTS ROAD (pt.1) b/w PICK UP THE PIECES ONE BY ONE (pt.2)（2005年4月15日）
- PICK UP THE PIECES ONE BY ONE (pt.1) b/w HOT PANTS ROAD (pt.2)（2005年4月15日）
- I AM WHAT I AM (pts.1&2)  (MARVA WHITNEY WITH OSAKA MONAURAIL)（2006年6月16日）
- SOULSISTERS (OF THE WORLD UNITE) b/w IT'S HER THING  (MARVA WHITNEY WITH OSAKA MONAURAIL)（2007年3月16日）
- QUICKSAND b/w CEOLA（2007年4月20日）
- WE GOT ONE (A SHOW)（2007年）
- SIGNED, SEALED AND DELIVERED - I'M YOURS b/w SUPERSHINE #9（2009年）
- TIGHTEN UP b/w SOULFUL STRUT（2009年）
- HUNG UP（2009年）
- NO TROUBLE ON THE MOUNTAIN (featuring Shirley Davis) b/w THE ARCHIPELAGO（2011年）

### アルバム（CD/LP）
- WHAT IT IS...WHAT IT WAS（2000年4月 RDレコード）
- RUMBLE'N STRUGGLE（2001年12月 RDレコード）
- THANKFUL(For What You've Done)（2004年9月 RDレコード）
- EYEWITNESS TO THE (Live In Heavy Funk System At Raindogs, Osaka, April 28,2005)'（2005年10月 RDレコード）
- REALITY FOR THE PEOPLE（2006年12月 Pヴァイン）
- I AM WHAT I AM (MARVA WHITNEY)（2006年12月 SHOUT!/Pヴァイン）
- INTRODUCING UNDERCOVER EXPRESS （2009年、UNDERCOVER EXPRESS名義）
- AMEN, BROTHER!（2009年 UNIQUE RECORDS）.....INTRODUCING UNDERCOVER EXPRESSと同内容。
- LIVE IN SPAIN (CD/DVD)（2009年12月 SHOUT!/Pヴァイン）
- STATE OF THE WORLD（2011年8月 キングレコード）
- RIPTIDE（2014年8月 SHOUT!）

### 参加作品
- BUDDHA BRAND「病める無限のブッダの世界〜BEST OF THE BEST〜」（2000年3月15日）
1.SUPER HEAVY FUNK INTRO
- keyco「P-TRAIN」（2002年）
1.上へ行こう
- SOUL SCREAM「TOUR2002 FUTURE IS NOW」（2002年11月）.....全曲でバックバンドを担当。
- MURO「ULTIMATE COLLECTION MUROTIMATE BREAKS & BEATS VOL.2」（2006年11月22日）
13.SPREADING FUNK VIRUS feat.中田亮
- 大西ユカリ「HOU ON」（2009年）
5.MARU-CHO inside out!, 13.MO'MARU-CHO
- 近藤房之助「黒くなれ」（2011年）
8.WHO'S MAKING LOVE, 9.WAR
- 平井堅「JAPANESE SINGER」（2011年）
8.GIRLS 3x
- Sweep「Don't leave me feat.オーサカ=モノレール」（2014年）＊TVシリーズ海外版「ルパン三世」エンディングテーマ
- 島津亜矢「AYA's Soul Searchin'-Aretha Franklin-」（2024年）

## メディア出演

### テレビ番組
- ALTERNA JPN（2010年、NHKワールドTV）
- サタデー・ナイト・ライブ JPN（2012年10月 - 、フジテレビNEXT） ハウスバンド
- 変装かくれんぼ ハイド&シーク（2020年3月20日（第5回） - 、TBSテレビ）  テーマ音楽担当（オープニングなどに出演）[1]

### ラジオ番組
- ライブビート（2012年3月、NHK-FM）

### 舞台
- 音楽劇「アルトゥロ・ウイの興隆（英語版）」（2020年1月11日 - 2月2日）  - 音楽（楽曲はジェームス・ブラウン）・MC（中田亮）
- アルトゥロ・ウイの興隆（再演）（2021年11月14日 - 2022年1月16日）